# Manuel Brondo
Manuel Brondo Spinelli (Villa Eduardo Madero, 25 febbraio 2002) è un calciatore argentino, attaccante dell'Argentinos Juniors.

## Carriera
Ha iniziato a giocare a calcio nel settore giovanile del Nueva Chicago, per poi passare all'Argentinos Juniors nel 2020. Il 14 dicembre 2022 è stato ceduto in prestito al Barracas Central, con cui ha debuttato a livello professionistico l'11 aprile 2023 nell'incontro di Primera División vinto 1-0 contro il Platense.
L'11 gennaio 2024 è stato prestato al Los Andes, con cui ha trascorso una stagione da protagonista in Primera B Metropolitana segnando 12 reti in 42 incontri e conquistando la promozione in Primera B Nacional.
Rientrato all'Argentinos Juniors, ha prolungato il contratto fino al 2028 ed è stato confermato in rosa per il 2025.

## Statistiche

### Presenze e reti nei club
Statistiche aggiornate al 14 marzo 2025.
| Stagione        | Squadra            | Campionato      | Campionato | Campionato | Coppe nazionali | Coppe nazionali | Coppe nazionali | Coppe continentali | Coppe continentali | Coppe continentali | Altre coppe | Altre coppe | Altre coppe | Totale | Totale | Totale |
| Stagione        | Squadra            | Comp            | Pres       | Reti       | Comp            | Pres            | Reti            | Comp               | Pres               | Reti               | Comp        | Pres        | Reti        | Pres   | Reti   |        |
| --------------- | ------------------ | --------------- | ---------- | ---------- | --------------- | --------------- | --------------- | ------------------ | ------------------ | ------------------ | ----------- | ----------- | ----------- | ------ | ------ | ------ |
| 2023            | Barracas Central   | PD              | 2          | 0          | CA+CdL          | 0               | 0               | -                  | -                  | -                  | -           | -           | -           | 2      | 0      |        |
| 2024            | Los Andes          | PBM             | 42         | 12         | CA              | 1               | 0               | -                  | -                  | -                  | -           | -           | -           | 43     | 12     |        |
| 2025            | Argentinos Juniors | PD              | 4          | 0          | CA              | 0               | 0               | -                  | -                  | -                  | -           | -           | -           | 4      | 0      |        |
| Totale carriera | Totale carriera    | Totale carriera | 48         | 12         |                 | 1               | 0               |                    | 4                  | 0                  |             | -           | -           | 49     | 12     |        |